# コルマ

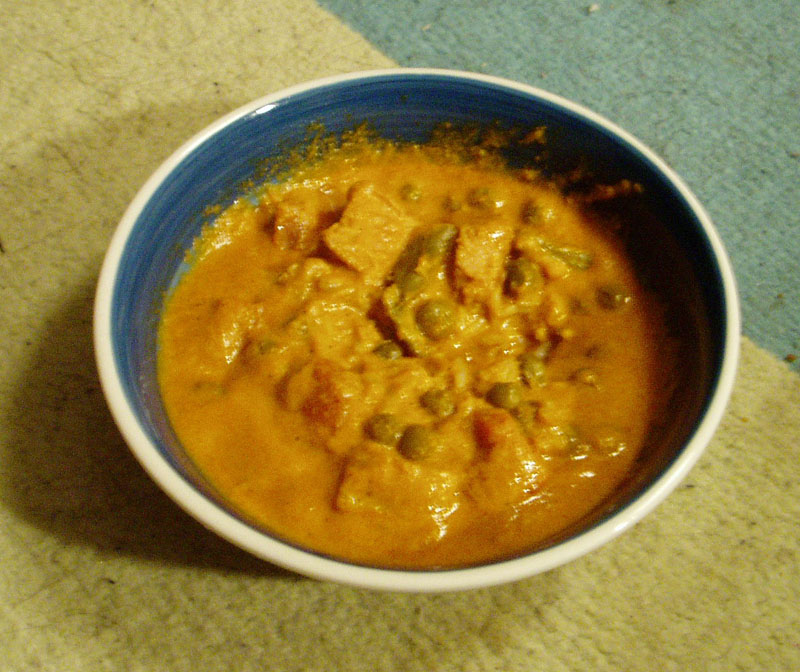
野菜のコルマ

コルマ（英語: korma, ウルドゥー語: قورمہ, ヒンディー語: क़ोरमा）はインド料理の一種。ダヒ（ヨーグルト）、生クリーム、ナッツ類のペースト等をベースに作られるマイルドでクリーミーなコルマが最もよく知られている。ベジタリアン用と非ベジタリアン用のコルマがある。

## 歴史
クリーミーなコルマの起源は北インドのムガル料理である。クリーミーさとなめらかさを特徴とするこのペルシャ＝インド料理の歴史は、ムガル帝国が北西インドおよび現在のパキスタンとバングラデシュに侵攻した16世紀に遡ることが出来る。

## 作り方
挽いたコリアンダー、クミン等のスパイスの組み合わせで香りを出し、ヨーグルトかココナッツミルクを固まらない程度の温度でゆっくりと慎重に注ぎ込む。ナッツを使うこともあるが、大量には使わない。使用するナッツは主にアーモンドかカシューナッツである。コルマは鶏肉、羊肉、山羊肉といった肉類、あるいは数種類の野菜（ジャガイモとタマネギなど）だけを使用し、一般的には辛さを抑えた料理である。
肉をどの時点で入れるかは重要なポイントである。鶏肉はあらかじめスパイスやヨーグルトを混ぜたものにマリネしておき、各片に十分火が通るよう強火で均等に加熱した後、ヨーグルトとクリームを入れ、火を弱める。羊肉の場合は最初に表面に焦げ目がつくまで焼いた後に、鶏肉と同様に弱火にするが、肉が硬くなるのを防ぐために弱火を長時間保たなければならない。大きな量を料理する際には、温度管理が特に問題となる。鍋を火にかけたまま放置すると、コルマの温度が不均一になりがちでやっかいである。

### バリエーション
コルマには様々なレシピのヴァリエーションがある。唐辛子は必ずと言っていいほど使用するが、準備の正確さによって香りは大きく変わる。ショウガの切り方、調理法もまた重要な要素である。ローリエや乾燥したココナッツを加えることもある。南インドには、コリアンダーリーフをすりつぶして加えた緑色のコルマもある。ベジタリアン用のコルマには、ニンジン、サヤインゲン、グリーンピースなど数種の野菜を刻んで彩りよく加えたものや、パニールやドライフルーツを加えたものがある。
インドのカシミール地方とアフガニスタンのコルマ
インドのカシミール地方とアフガニスタンのコルマは、野菜と肉、豆類を煮込んだ様々な料理の総称である。アフガニスタンでは果物やチャナ・ダルを肉と煮込むこともあり、肉が入らないこともある。いずれも白いピラフ（アフガニスタンではチャラウと呼ぶ）にかけて食べる。